# Kaple Nanebevzetí Panny Marie (Kupařovice)
Kaple Nanebevzetí Panny Marie (někdy též uváděna jako kaple Neposkvrněného početí Panny Marie) je barokní římskokatolická kaple v obci Kupařovice v okrese Brno-venkov. Spolu s vedle stojícím kamenným barokním křížem je chráněna jako kulturní památka.

## Historie
Stavbu kaple inicioval a financoval ditrichštejnský hospodářský inspektor Ondřej Ferdinand Žabský (1664–1735), který často pobýval na kupařovickém vrchnostenském dvoře. Výstavba kaple v podobě barokní kruhové rotundy započala po roce 1718, roku 1722 byla vysvěcena. Pravděpodobně v 80. letech 18. století byla kaple rozšířena o malou obdélnou loď se sakristií a kůrem.
V současnosti se kaple nachází v majetku obce Kupařovice. Stav památky je uváděn jako havarijní. Roku 2009 byla rekonstruována střecha kupole s lucernou i střecha lodě, problémem však zůstává silně navlhající zdivo a poškozené omítky exteriéru i interiéru. Kvůli nedostatkům v rekonstrukčním projektu se v opravách prozatím nepokračuje. Kaple je zapsána v seznamu ohrožených nemovitých památek NPÚ.

## Popis
Kaple je orientovaná stavba tvořená kruhovým presbytářem (původně samostatnou rotundou) s kupolí tvořenou valenou klenbou, kterou zakončuje válcová lucerna. Ze severozápadu k presbytáři přiléhá později přistavěná obdélná loď se sakristií. Loď zakončuje průčelí, nesoucí kruhové okno se šambránou. Presbytář prolamují dvě a loď jedna okenní osa, s půlkruhově zaklenutými okny. Fasáda kaple je členěna pilastry s římsovými hlavicemi, které nesou podstřešní římsu. Nad vstupním portálem jsou nápisy Renovirt 1888 a L.P. 1777. V nadpraží je deska se signaturou donátora s letopočtem vysvěcení: AFS 1722.
V lodi se nalézá nízký kůr na dřevěných sloupech. Nad ním je na krovu zavěšen zvon, ulitý roku 1773, původně umístěný ve zrušené zvonici na návsi. Pod kůrem vlevo visí obraz rotundy a donátorů, manželů Ondřeje a Anny Žabských. Pod malbou je nápis: Gestiftet im Jahre des Heils 1722 von den Eheleuten Andreas und Anna Schabsky, Fürst. Dietrichsteinischer Gutsinspector in Kuprowitz.
Kněžiště kaple se nachází v rotundě. Hlavní oltář je původní zděný, uprostřed nese novodobou sochu Panny Marie. Po stranách jsou umístěny původní dřevěné polychromované sochy svatého Karla Boromejského (vlevo) a svatého Františka Xaverského (vpravo).
Vlevo od kaple je umístěn kamenný barokní kříž z 2. poloviny 18. století, vedle něj pak pomník kupařovickým občanům padlým v druhé světové válce.